# Зоран Гајић (певач)
Зоран Гајић Гроздинац (Крагујевац, 25. мај 1942 — Београд, 1997) је био српски певач народне музике.

## Биографија
Зоран Гајић био је у младости прек и волео је туче. Због тога је био и у дому за малолетнике. Надимак Гроздинац, дао је сам себи из поштовања према мајци.
Био је нежан, осећајан певач са меким гласом који су многи поредили са гласом Предрага Гојковића Цунета. Данас многи певачи певају песме које је он први отпевао и мисле да је реч о изворним песмама, али то је прича о непоштовању интелектуалног рада којег има на естради.
Његова слава дошла је изненада 1972. године, када је објављен његов сингл са дуплом А страном: „У Новом Саду, еј” и „Растао сам поред Дунава”. Музику и текст написао је Крушевљанин Драган Токовић, који га је на снимању пратио са својим тамбурашким оркестром.
Мало је познато да је песму "Шумадија", коју је прославио Мирослав Илић, први снимио Гајић 1979.

## Најпознатије песме
Најпознатије песме Зорана Гајића су:
- „У Новом Саду, еј”
- „Растао сам поред Дунава”
- „Нисам те се нагледао”

## Фестивали
- 1974. Хит парада, Београд - Плови лађа, плови лађа
- 1974. Илиџа - Моја тамбура
- 1975. Југословенски фестивал Париз - Месечино, месечино
- 1975. Београдски сабор - Ој, ти плава реко
- 1976. Београдски сабор - Свирај тамбурашу